# Youth Authority
Youth Authority es el sexto álbum de estudio por la banda pop punk Good Charlotte. Es el primer álbum, después de 6 años de su último disco Cardiology y de un hiatus que se inició en 2011. Es producido por John Feldmann , con apariciones de Kellin Quinn de Sleeping with Sirens, y Simon Neil de Biffy Clyro . El primer sencillo, "Makeshift Love" fue lanzado el 5 de noviembre de 2015. El segundo sencillo, "40 oz Dream", estrenada el 4 de abril, parte de la celebración del 20 aniversario de la banda.
La fecha de lanzamiento del álbum fue anunciado el 30 de marzo de 2016, con el título del álbum y el arte después de varios días más tarde.

## Lista de canciones
| N.º | Título                                                     | Letras                                         | Música                        | Duración |  |
| 1.  | «Life Changes»                                             | Benji Madden                                   | B. Madden                     | 3:02     |  |
| 2.  | «Makeshift Love»                                           | B. Madden, Joel Madden, Don Gilmore            | B. Madden                     | 3:43     |  |
| 3.  | «40 oz. Dream»                                             | B. Madden, J. Madden                           | B. Madden, John Feldmann      | 3:20     |  |
| 4.  | «Life Can't Get Much Better»                               | B. Madden, J. Madden, Gilmore                  | B. Madden                     | 3:24     |  |
| 5.  | «Keep Swingin'» (con Kellin Quinn de Sleeping with Sirens) | B. Madden, J. Madden, Gilmore                  | B. Madden                     | 3:13     |  |
| 6.  | «Reason to Stay» (con Simon Neil de Biffy Clyro)           | B. Madden, J. Madden, Gilmore                  | B. Madden, Gilmore            | 3:47     |  |
| 7.  | «Stray Dogs»                                               | B. Madden, J. Madden, Sam Hollander, Dave Katz | B. Madden                     | 3:54     |  |
| 8.  | «Stick to Your Guns (Interlude)»                           | B. Madden, J. Madden, Gilmore                  | B. Madden                     | 1:28     |  |
| 9.  | «The Outfield»                                             | B. Madden, J. Madden, Feldmann                 | B. Madden, Feldmann           | 3:32     |  |
| 10. | «Cars Full of People»                                      | J. Madden, B. Madden, Luke Walker              | J. Madden                     | 4:38     |  |
| 11. | «War»                                                      |                                                | B. Madden, J. Madden, Gilmore | 4:45     |  |
| 12. | «Moving On»                                                | B. Madden, J. Madden                           | B. Madden, Matt Squire        | 3:58     |  |
| 13. | «Rise» (bonus track)                                       | B. Madden, J. Madden, Noel Fisher              | B. Madden, Fisher             | 3:22     |  |

## Personal
Banda
- Joel Madden - Voz, guitarra
- Benji Madden - Guitarra
- Billy Martin - Guitarra, teclado
- Dean Butterworth - Batería
- Paul Thomas - Bajo